# Oikopleura rufescens
Oikopleura rufescens är en ryggsträngsdjursart som beskrevs av Hermann Fol 1872. Oikopleura rufescens ingår i släktet Oikopleura och familjen lysgroddar. Inga underarter finns listade i Catalogue of Life.